# Гуаякил (залив)
Гуаякил (на испански: Golfo de Guayaquil) е залив в източната част на Тихия океан, край бреговете на Еквадор и крайната северозападна част на Перу. Вдава се в континента на 115 km, ширината на входа му (между носовете Санта Елена на север и Кардо Гранде на юг) е около 160 km, дълбочината – до 200 m, а площта – 13 700 km². Бреговете му са ниски, плоски, на североизток заблатени и силно разчленени. В централната му част е разположен големият остров Пуна (919 km²), а на североизток от него е обширната делта на река Гуаяс, в която има множество острови и протоци между тях. Освен река Гуаяс в него се вливат още реките Тумбес (от юг), Хубанес (от югоизток), Бахен (от север) и др. Приливите са полуденонощни, с височина до 4,4 m. В най-долното течение на река Гуаяс е разположен най-големият град на Еквадор, Гуаякил, и неговото морско пристанище. Други по-големи селища по бреговете му са градовете Тумбес (в Перу) и Мачала (в Еквадор).